# Orkanen Dean
Orkanen Dean var den fjärde namngivna stormen, den tredje tropiska cyklonen, den första orkanen och den första större orkanen i den atlantiska orkansäsongen 2007, och den mest intensiva i Atlanten sedan orkanen Wilma år 2005.
Minst fyra personer har hittills dödats av orkanen. 

## Stormhistoria
Orkanen Dean utvecklades ur en tropisk cyklon som bildades den 13 augusti söder om Kap Verde, redan den 14 augusti utvecklades den till en tropisk storm. Stormen fortsatte att öka i styrka över natten,och den 16 augusti uppgraderades den till den första orkanen i 2007 års orkansäsong.
Den 17 augusti passerade ögat in i Västindien, mellan öarna Martinique och Saint Lucia som en kategori 2-orkan.I de varma västindiska vattnen steg Dean snabbt till kategori 4-orkan. Orkanen drog förbi ett tiotal mil söder om Jamaica och fortsatte sedan österut till Yucatán där den gick in över land sex mil norr om staden Chetumal i Mexiko, precis innan orkanen gick in över land stärktes den till kategori 5.

## Förberedelser

### Mexiko
Tiotusentals turister evakuerades från Yucatán dagarna innan orkanen drabbade Mexiko. De tidiga prognoserna visade att orkanen skulle gå över norra Yucatán och möjligtvis stärkt till kategori 5. Stora ansträngningar gjordes för att förbereda turistorterna runt Cancun på detta. Orkanen drog i verkligheten in betydligt längre söderut på Yucatán.

### USA

#### Louisiana
Louisianas guvernör Kathleen Blanco utfärdade undantagstillstånd på kvällen den 17 augusti.

#### Texas
Texas guvernör Rick Perry har sagt att Dean är ett direkt hot mot staten och beordrat fullskaliga orkanförberedelser den 17 augusti, trots att ovädret är minst fem dagar från staten.Texas drabbades av översvämningar i juni 2007 och den tropiska stormen Erin. Guvernör Perry fruktar att mer nederbörd från Dean kan förorsaka ytterligare översvämningar.

## Skador

### Små Antillerna
Orkanen drabbade de mellersta av öarna i ögruppen Små Antillerna.

### Saint Lucia
Stormens öga svepte över norra delen på ön men trots det var Saint Lucia besparad från svårare skador. Ett och annat hustak, men i det stora hela mest träd och nerskräpning längs kusten efter vågorna som följde stormen. Några restauranger och hotell lokaliserade på utsatta, sjönära ställen, på nordvästra kusten fick in sand och vatten. Inga dödsfall har blivit rapporterade förutom en man som drunknade när han och några vänner skulle rädda en ko från att drunkna i en översvämmad flod. Elförsörjningen stängdes, av säkerhetsskäl, av vid stormens utbrott men nästan alla delar av ön hade strömmen tillbaka senare samma kväll eller på natten.
Vinden uppmättes på George F.L Charles airport (Vigie) till 40 m/s (90 mph).

### Martinique

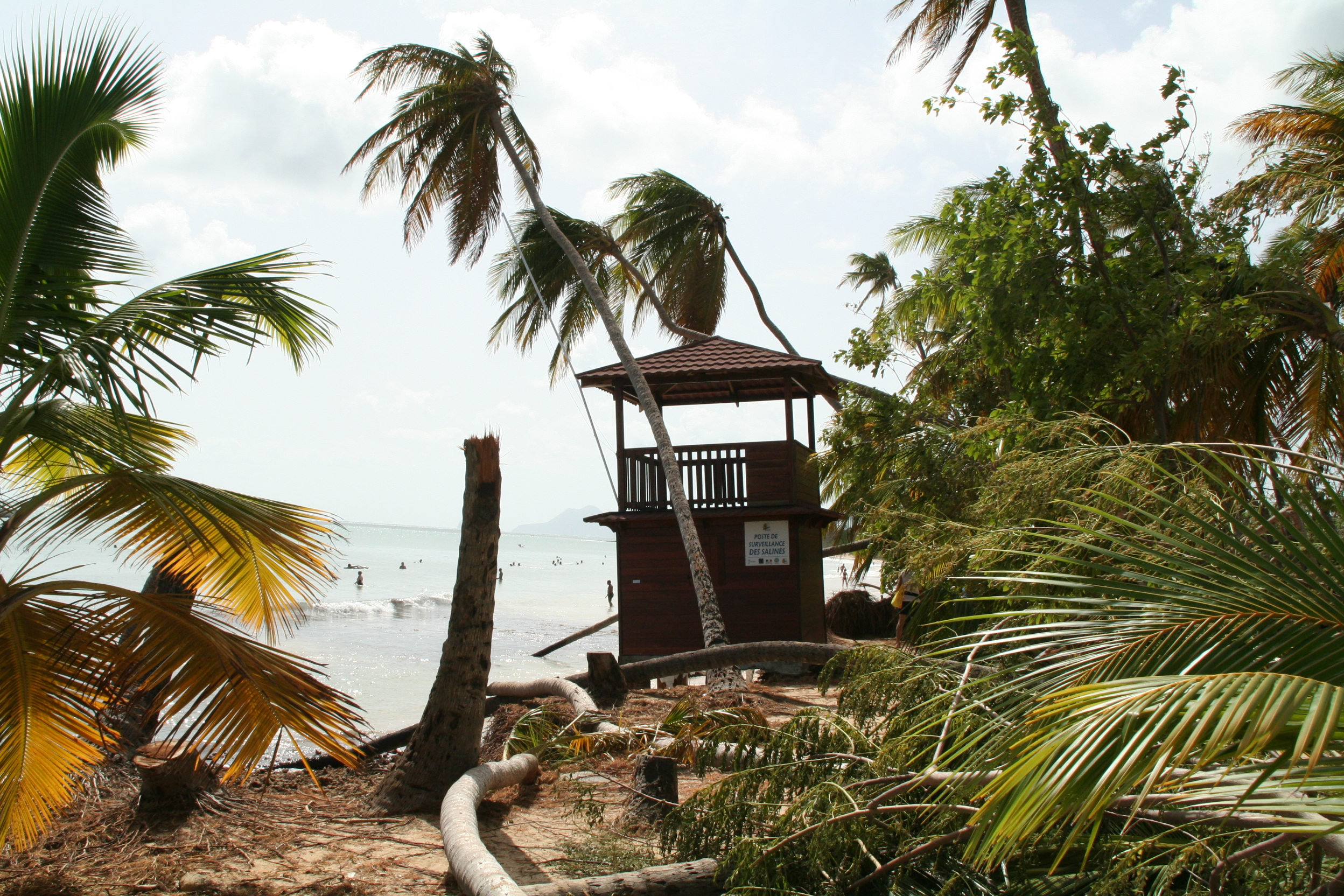
En strand på Martininique två dagar efter stormen.

### Dominica
I Dominica dog en mor och hennes barn när ett jordskred, orsakat av kraftigt regn, drabbade deras hem. I en annan incident skadades två personer när ett träd föll på deras hus. Premiärminister Roosevelt Skerrit uppskattar att 120 till 125 hem skadats och att jordbrukssektorn har drabbats av allvarliga skador.